# Agathis robusta
Agathis robusta (sin. A. palmerstonii); kauri de Queensland (Queensland Kauri) o kauri de corteza lisa (Smooth-barked Kauri) es un árbol conífero en la familia Araucariaceae. 

## Distribución y hábitat
Es nativo del este de Queensland, Australia. Se encuentra en dos localidades, una población meridional en la Isla Fraser y alrededor de Maryborough, y una población norteña en la Meseta Atherton al oeste de  Cairns; la población en el norte era antiguamente reconocida como Agathis palmerstonii, pero no difiere de la población del sur y no es considerada distinta (Whitmore 1980). Árboles en Papúa Nueva Guinea que antiguamente se incluían en Agathis robusta ahora son tratados en una especie diferente Agathis spathulata (de Laubenfels 1988).

## Descripción

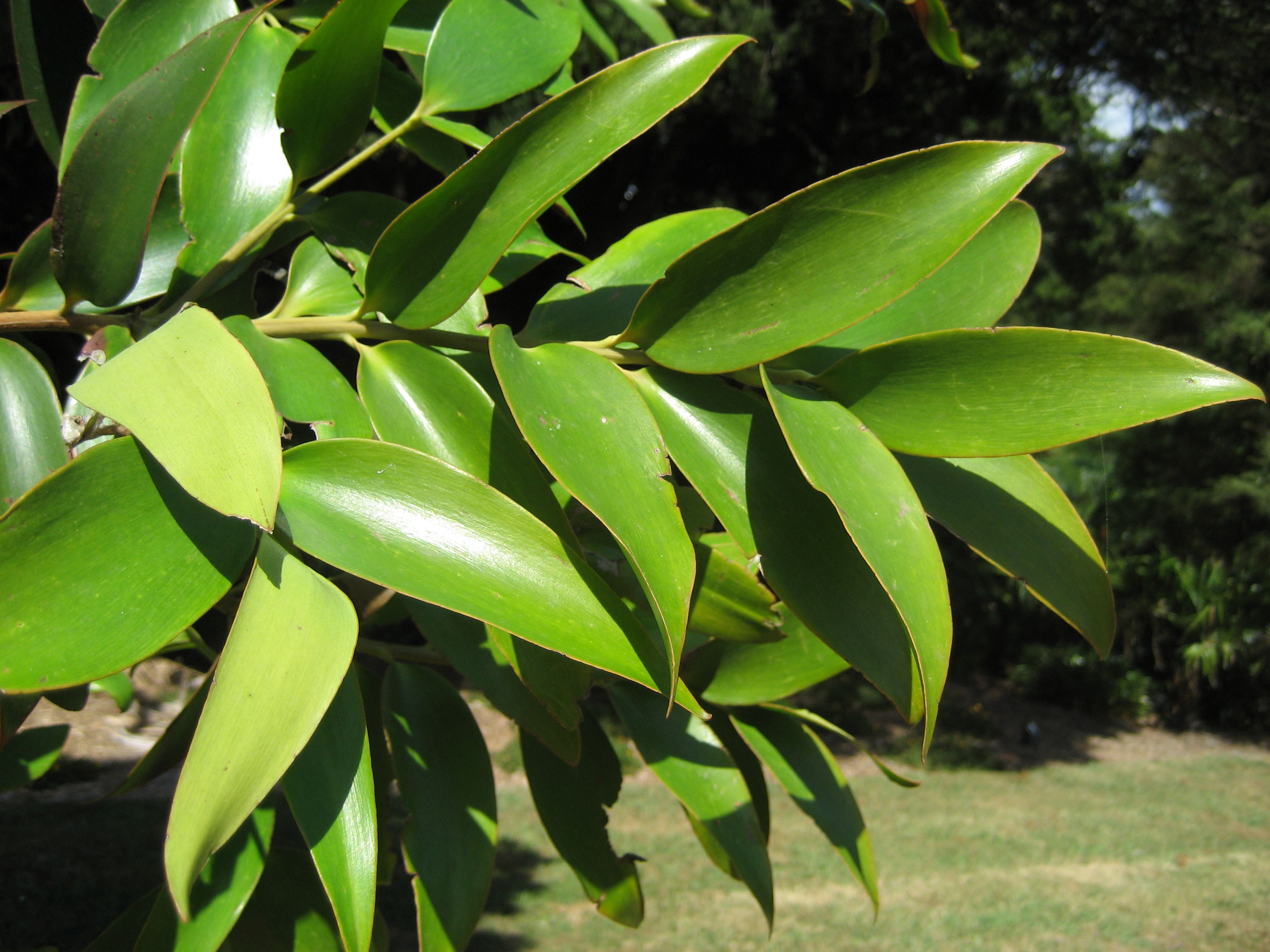
Follaje de Agathis robusta.

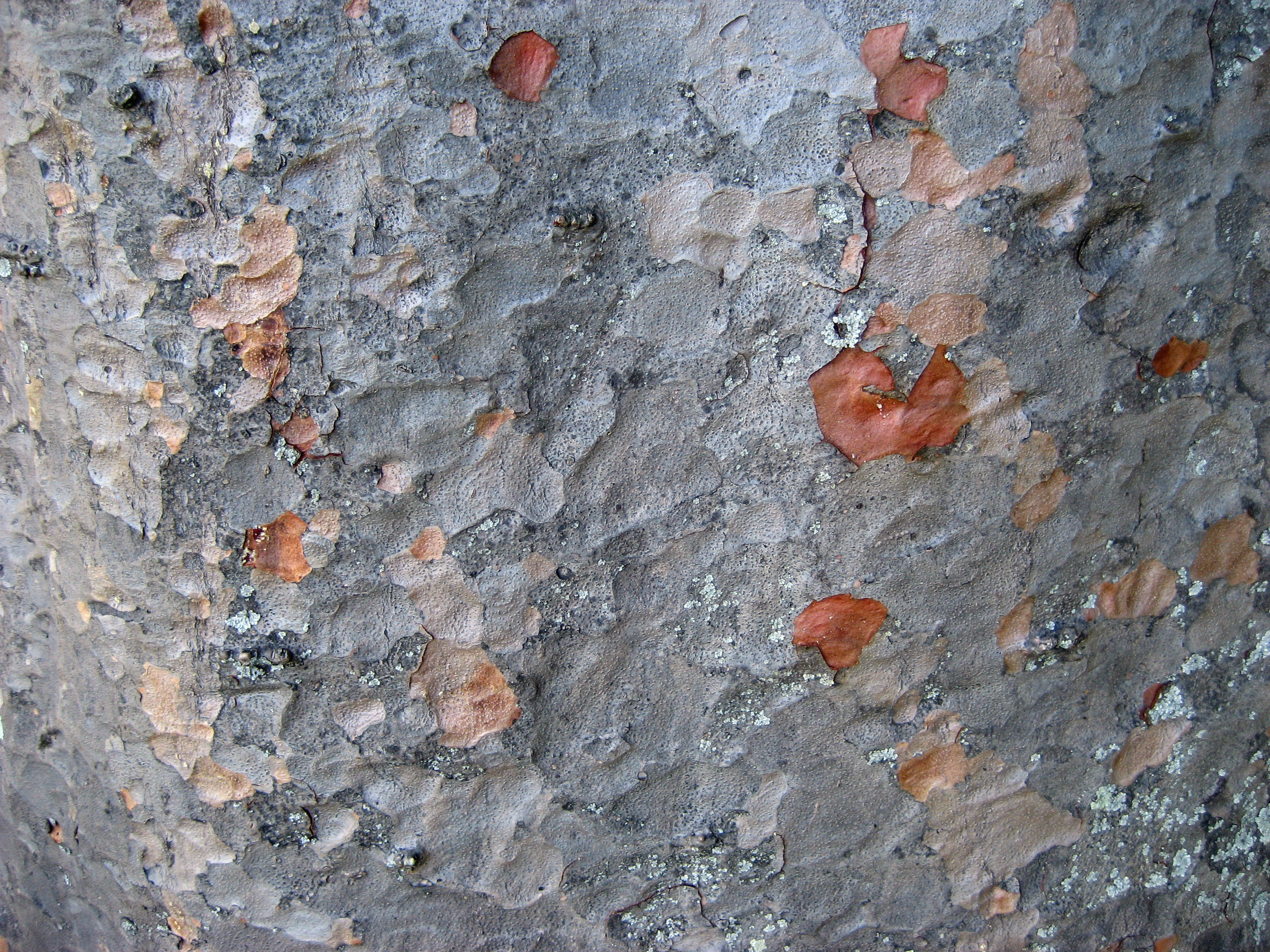
Detalle de la corteza de Agathis robusta.

Es un gran árbol  siempre verde recto y alto que crece entre 30 a 50 m, con la corteza lisa y escamosa. Las hojas miden entre 5-12 cm de largo 2-5 cm de ancho, rígidas y aterciopeladas en textura, sin vena central; están dispuestas an pares opuestos (raramente verticilos de tres) en el tallo. Los conos son  globosos, 8-13 cm diámetro, y maduran de 18 a 20 meses después de la polinización; se desintegran en la madurez al soltarse las semillas. Los conos masculinos (de polen) son cilíndricos, 5-10 cm de largo y 1-1.5 cm de ancho.
El Kauri de Queensland fue fuertemente talado en el pasado, y árboles espectaculares de prodigioso tamaño son mucho más raros que en tiempos pre-Europeos; a pesar de esto, la especie no está en peligro.

## Taxonomía
Agathis robusta fue descrita por (C.Moore ex F.Muell.) Bailey y publicado en  A Synopsis of the Queensland Flora 498, en el año 1883.
Sinonimia
- Agathis palmerstonii (F.Muell.) F.M.Bailey
- Agathis robusta subsp. nesophila Whitmore
- Agathis robusta var. palmerstonii (F.Muell.) Silba
- Agathis robusta subsp. palmerstonii (F.Muell.) Silba
- Dammara bidwillii Guilfoyle
- Dammara palmerstonii F.Muell.
- Dammara robusta C.Moore ex F.Muell.[2]